# パリ条約 (1635年)

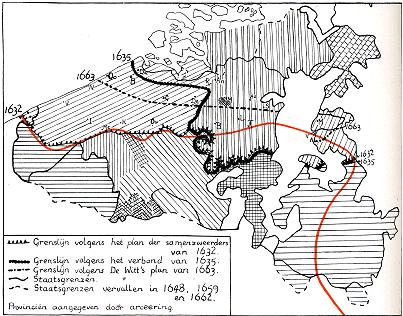
フランスとネーデルラント連邦共和国によるスペイン領ネーデルラントの分割。黒太線は1635年の条約による境界、赤線は住民が話す言語による境界。

パリ条約（パリじょうやく、ドイツ語: Vertrag von Paris）は、1635年2月8日、フランス王国とネーデルラント連邦共和国の間の条約。条約は対スペインの攻守同盟であり、両国の軍の供出のほか、スペイン領ネーデルラントを征服できる場合の分割を定めた。

## 背景と影響
フランスは100年以上の間、その国境でハプスブルク家領に圧倒されてきた。軍事上ではスペイン、スペイン領ネーデルラント、ドイツ南西部と包囲されていると感じていた。神聖ローマ皇帝フェルディナント2世がネルトリンゲンの戦いでスウェーデンを大敗させた後、カトリックを支持した帝国軍は西へと進軍してきた。フランス王ルイ13世の宰相リシュリュー枢機卿はスペインとオーストリアを撃破するために同盟先を探した。この時にはフランス軍は帝国軍の騎兵より弱いとされたため、フランスは敵軍を数か所で釘付けにする方策に打って出た。
したがって、1634年のパリ条約を批准しなかったプロテスタント側のスウェーデンとはコンピエーニュ条約を締結し、ほかにもサヴォイア公国、マントヴァ公国、パルマ公国とも同盟を締結した。これによりフランスは直接介入の準備を整え、1635年5月19日に宣戦布告して正式に参戦し、マドリードの宮廷とスペイン領ネーデルラント総督フェルナンド・デ・アウストリアにもそれを通告した。